# Classe Pennsylvania (nave da battaglia)
La classe Pennsylvania fu una classe di navi da battaglia della United States Navy. Rispetto alla precedente classe Nevada le navi della nuova Classe Pennsylvania presentavano un armamento più potente, dimensioni e dislocamento maggiori e, seppur di poco, una più elevata velocità. La classe Pennsylvania comprendeva la Pennsylvania e la Arizona.

## Design
Il General Board, terminati i lavori sulla Classe Nevada, spostò l'attenzione verso la settima classe di navi da battaglia della United States Navy. Il 9 giugno 1911 il consiglio emanò i parametri costruttivi della nuova classe, prevista per il 1913, che sarebbe stata caratterizzata da una batteria principale di 12 cannoni da 356 mm (14"), 2 in più della Nevada, una batteria secondaria formata da 22 cannoni da 127 mm in barbette, una velocità massima di 21 nodi e la medesima corazzatura della Nevada.
Ci fu un riordino minimo delle armi secondarie, raggruppate in gruppi di controllo di fuoco, con la scomparsa dei due cannoni a poppa. Il Bureau of Construction and Repair voleva mantenere le caratteristiche della classe Nevada, ma le pressioni del General Board costrinsero il loro centro ricerche a sviluppare un progetto migliore. Il risultato fu la sistemazione dei 12 cannoni da 14" (356 mm)/45 in torrette triple nelle 4 posizioni che furono adottate anche nella successiva classe Colorado dotata dei nuovi cannoni da 16" (410 mm).
La Pennsylvania fu costruita per essere una nave ammiraglia, e per questa ragione fu dotata di un'apposita torre di comando. Fu la nave ammiraglia dell'Atlantic Fleet dal 1916 al 1918.

## Protezioni anti-siluro
In quel periodo il design dei siluri aveva subito una rapida evoluzione, con l'aumento di dimensioni, raggio d'azione e potere esplosivo, fatto che non passo inosservato tra i progettisti che si stavano occupando della classe Pennsylvania. In particolare, grazie alle recenti innovazioni i moderni siluri erano in grado di colpire bersagli ad oltre 10.000 iarde (9.144 m). Inoltre il recente siluro Davis, testato per la prima volta pochi anni prima, creò ulteriore preoccupazione. Il siluro Davis conteneva un proiettile d'artiglieria da 8" (203 mm) all'interno di una canna alloggiata dentro al siluro. All'impatto con lo scafo della nave, il proiettile veniva esploso e penetrava dentro allo scafo, a quel punto esplodeva la carica presente dentro al proiettile stesso.
Come risultato furono costruiti una serie di modelli su cui condurre test. Si trattava di cassoni che riproducevano sezioni dello scafo su cui furono testate corazzature sia esterne che interne. Anche il cannone Davis poteva causare danni, ma il miglior modo per contrastarlo era la corazzatura esterna, che però aumentava notevolmente la quantità di danni causati da siluri convenzionali.
Come risultato dei test sui modelli le corazzature delle navi classe Pennsylvania furono progettate con una corazza da 7,62 cm posta a 2,2m all'interno della chiglia in modo da formare un compartimento in grado di assorbire l'esplosione della testata del siluro. La corazza proteggeva il doppio scafo interno, distanziato di 76,2 cm, che garantiva galleggiabilità in caso dell'esplosione di un siluro avente una testata di 136 Kg di TNT. Queste prestazioni erano all'avanguardia rispetto alla marina britannica e francese ed equivalenti a quella tedesca.
Successivamente, con i lavori di ammodernamento del 1942, la protezione anti-siluro della Pennsylvania (l'Arizona fu affondata nel 1941) fu aggiornata al livello delle altre navi dello Standard Type, con un sistema di 4 strati di corazzatura alternati da fluidi, nell'ordine dall'esterno: lastra d'acciaio, aria, lastra d'acciaio, nafta, lastra d'acciaio, aria, a cui seguiva con uno strato d'acciaio di 9,5 piedi (2,9 m) nella parte più interna. Ciò consentiva di dissipare l'esplosione nello strato d'aria e lo strato interno d'olio, incomprimibile, avrebbe impedito alla lastra di rimanere deformata.

Gli alberi, ancora privi di eliche, della Arizona

## Apparato propulsivo
Nonostante sulla Oklahoma, seconda ed ultima nave da battaglia della precedente classe Nevada, si fosse sperimentato con successo l'utilizzo di motori a vapore a pistoni per ridurre i consumi di carburante, sulla classe Pennsylvania si tornò all'utilizzo di turbine a vapore. Questo fu deciso dopo che ai Fore River Shipyard si riuscirono ad ottenere con tali turbine migliori performance a livello economico. La classe Pennsylvania introdusse lo schema a 4 propulsori e 4 eliche, poi impiegato su tutte le successive navi da battaglia statunitensi. Le 4 turbine Parsons, alimentate da 12 caldaie Babcock & Wilcox, erogavano 32.000 shp (24.000 kW), sufficienti a far raggiungere alla nave i 21 nodi (39 km/h), 0,5 nodi (1 km/h) in più rispetto alla classe Nevada.

## Storia

### Prima guerra mondiale e ammodernamento
Durante la prima guerra mondiale, dal 1916 al 1918, la Pennsylvania e l'Arizona servirono nell'Atlantico occidentale. Nel novembre 1918, dopo l'Armistizio di Compiègne, le due navi visitarono l'Europa. Successivamente furono integrate nella Battle Fleet. Entrambe furono sottoposte a lavori di ammodernamento dal 1929 al 1931. Tra le numerose modifiche, l'aumento dell'alzo dei cannoni della batteria principale, gli alberi a struttura reticolare furono rimpiazzati da altri dal nuovo disegno a treppiede e furono installate e più moderne catapulte. Furono aggiornati cannoni della batteria secondaria, così come le protezioni contro i colpi d'artiglieria, le bombe ed i siluri. Grazie delle capacità di tiro sulle lunghe distanza, in un'epoca in cui il ruolo dell'aviazione era in costante crescita, le navi trascorsero un altro decennio nelle file della Marina.

### Seconda guerra mondiale
Entrambe le navi erano presenti durante l'attacco di Pearl Harbor. L'Arizona, colpita da una bomba sganciata da un Nakajima B5N, subì una catastrofica esplosione ed affondò, portando con sé 1.177 dei 1.400 membri dell'equipaggio a bordo. La Pennsylvania subì danni minori e, riparata, poté continuare a combattere nella seconda guerra mondiale. Il suo armamento secondario fu più volte rivisto nel corso della guerra, supportò con bombardamenti numerosi sbarchi su isole dell'oceano Pacifico ed il 25 ottobre 1944 prese parte alla battaglia dello Stretto di Surigao. Colpita da un siluro nell'agosto del 1945, riportò gravi danni all'apparato propulsivo. Riparata solo sommariamente, assieme ad altre navi da battaglia obsolete fu impiegata come nave bersaglio per i test nucleari dell'Operazione Crossroads, svolta nell'atollo di Bikini nel 1946. Sottoposta ad esami radiologici, fu definitivamente affondata nel 1948.

## Unità
| Nome                     | Costruttore                                                                                 | Impostazione    | Varo           | Entrata in servizio | Destino finale                                            |
| ------------------------ | ------------------------------------------------------------------------------------------- | --------------- | -------------- | ------------------- | --------------------------------------------------------- |
| USS Pennsylvania (BB-38) | Newport News Shipbuilding di Newport News, Virginia Dry Dock Company di Seattle, Washington | 27 ottobre 1913 | 16 marzo 1915  | 12 giugno 1916      | Utilizzata come nave bersaglio nell'Operazione Crossroads |
| USS Arizona (BB-39)      | Navy Yard di Brooklyn, New York                                                             | 16 marzo 1914   | 19 giugno 1915 | 7 ottobre 1916      | Affondata durante l'attacco di Pearl Harbor               |

## Standard-type battleship
La classe Pennsylvania faceva parte delle Standard-type battleship, letteralmente Navi da battaglia tipo standard, un progetto che permetteva alla United States Navy di schierare una linea di battaglia omogenea, che poteva eseguire manovre di flotta senza spezzarsi in un'ala "veloce" ed in una "lenta". Il concetto di Standard includeva artiglieria a lungo raggio, una velocità moderata (circa 21 nodi), uno stretto raggio di virata (circa 640 m) ed un migliore sistema di limitazione dei danni. Oltre alla classe Pennsylvania, del progetto Standard-type battleship facevano parte le classi Nevada, New Mexico, Tennessee e Colorado.